# イェート・タウンFC
イェート・タウン・フットボール・クラブ（Yate Town Football Club）はイングランド、グロスターシャー州、サウス・グロスターシャー、イェートを本拠地とするサッカークラブ。2021-2022シーズンはサザンフットボールリーグ・プレミアディヴィジョン・サウス（7部相当）に所属。

## 名称変更
1906 - 1946 イェート・ローヴァーズFC

1946 - 1969 イェートYMCA FC

1969 - 現在 イェート・タウンFC

## タイトル

### 国内タイトル
- ヘレニックリーグ・プレミアディヴィジョン:2回

1987-1988,1988-1989

### 国際タイトル
- なし